# Amurrú (királyság)
Amurrú az amoriták királysága volt az i. e. 2. évezred közepén, Kánaán északi részén, ill. más értelmezés szerint annak északi szomszédja. Területe nagyjából az Orontész folyótól a mai Libanon északi határáig terjedt. Az Egyiptom által Retenunak nevezett terület északi részét alkotta, a középső rész Lebanon, a déli pedig Dzsáhi – a mai Izrael és Palesztina – volt az egyiptomi szövegekben.
Amurrú királyai közül az első nevek Abdi-Asratum és Aziru, akiket az Amarna-levelekből ismerjük. Abdiasirta (ʿAbduaširta) egyesített először nagyobb területeket Damaszkusz környékén, az Orontész felső szakaszától nyugatra. A tengerhez is szándékozott kijutni, azonban a tengerparti városokkal vívott csatározások közben elesett.
Fia, Aziru ügyesen lavírozott Hatti és Egyiptom között, miközben a föníciai partvidék középső vidékét megszerezte. Ezzel rátette a kezét az Egyiptomból és a kánaánita vidékekről Mitanni felé haladó kereskedelmi útvonalakra. Nemcsak veszélyeztette Egyiptom érdekszféráját, de néhány közvetlenül Egyiptomnak adózó szíriai területet is elfoglalt, ezért személyesen kellett felkeresnie Ehnatont. Hazatérve azonban I. Szuppiluliumasszal kötött szövetséget. Ez az orientáció a hattuszaszi levéltár alapján tartósnak bizonyult, még utódai is a hettiták szövetségesei voltak, mint például Duppi-Tesub II. Murszilisz, fia Bentesina III. Hattuszilisz idejében, és az ő fia I. Sausgamuva (hettita Šawuška-Muwaš), aki III. Tudhalijasszal kötött szerződést.
Amurrút végül a tengeri népek inváziója döntötte romba, utolsó uralkodója II. Sausgamuva és helyén több önálló városállam létesült.

## Ismert uralkodói
- Abdi-Asratum (vagy Abdiasirta, i. e. 1350-1340 körül)
- Pubahla (i. e. 1340-1330 körül)
- Aziru (i. e. 1330 körül)
- Duppi-Tesub (i. e. 1300 körül)
- Bentesina (i. e. 1300-1290; 1270-1260 körül)
- Sapili (i. e. 1290-1270 körül)
- I. Sausgamuva (i. e. 1260 körül)
- II. Sausgamuva (i. e. 1200 körül)

## Szépirodalom
- Waltari, Mika. Szinuhe (1945)